# Podvojevanje DNK
Podvajanje (ali replikácija) DNK je proces, pri katerem se prekopira dvovijačna molekula DNK v dve dvovijačni molekuli DNK.
DNK nosi dedne lastnosti. Sporočila o sestavi in delovanju vsake celice se morajo prenesti od starševskih na potomske celice. Zato se mora celotna molekula pred delitvijo celic podvojiti, tako da dobita obe hčerinski celici enaki DNK, torej popolno sporočilo. Podvajanje molekule DNK je eden od osnovnih procesov, pri katerem se dedne lastnosti prenašajo od staršev na potomce.
Pri podvajanju se začnejo na dvojni vijačnici vezi med bazami zapovrstjo prekinjati, verigi pa se začneta razpirati. Baze nukleotidov na obeh razprtih verigah postajajo s tem proste, nesparjene. Nanje se zaporedoma vežejo prosti ustrezajoči nasprotni(komplementarni) nukleotidi iz citoplazme, ki jih imenujemo oligonukleotidni začetniki. Tako se na mesta, kjer so v polinukleotidni verigi adeninski nukleotidi, vedno vežejo timinski nukleotidi, na mesta, kjer so v polinukleotidni verigi gvaninski nukleotidi, pa se vežejo nukleotidi s citozinsko bazo (in obratno). Na novo vezani nukleotidi se med seboj zaporedoma povezujejo s fosfodiestrskimi vezmi med sladkornimi in fosfatnimi skupinami. Tako nastaja ob vsaki od obeh verig prejšne vijačnice popolnoma enaka veriga, kakršna je bila prej. Na ta način se celotna molekula DNK podvoji. Obe DNK, ki nastaneta s takim podvojevanjem, sta popolnoma enaki, kot je bila prvotna. Zato dobita pri delitvi obe novi celici enak dedni material.
Za podvojevanje DNK so potrebni energija v obliki adenozin trifosfata in posebna encima – ligaza in DNK-polimeraza –,ki omogočata povezovanje sosednjih nukleotidov. Molekuli DNK, ki nastaneta s podvojevanjem, imenujemo hčerinski molekuli DNK. Vsaka od njiju je iz ene nove in ene starševske verige. S podvojevanjem se zaporedje nukleotidov natančno prenese na vsako novonastalo molekulo DNK, zato ima vsaka podvojena DNK enake dedne informacije kot stara.
Pred delitvijo celičnega jedra se molekula DNK najprej podvoji, nato pa se začne zvijati in zgoščevati v kromosome. Beljakovinske molekule, imenovane histoni, okrog katerih je ovita DNK, se v rednih presledkih zberejo v skupine vzdolž celotne DNK.